# A. E. Barit
Abraham Edward Barit (30 de agosto de 1890 - 14 de julio de 1974) fue un industrial estadounidense, presidente y director ejecutivo de la Hudson Motor Car Company de 1936 a 1954, cuando Hudson se fusionó con Nash Motors para formar American Motors Corporation. Tras la fusión de los dos fabricantes de automóviles se integró en la dirección de AMC, donde solo permaneció hasta 1956.

## Semblanza
Barit nació en Jersey City (Nueva Jersey), en una familia de escasos recursos económicos. Fue brevemente secretario del agente de compras en la Chalmers-Detroit Motor Company. Comenzó su carrera en Hudson en 1910, al incorporarse al departamento de compras de la compañía, menos de seis meses después de la producción del primer automóvil de la empresa. Era un taquígrafo que no tenía un especial talento para el análisis de mercado, ni para el desarrollo de productos ni para el diseño.
Sin embargo, 26 años después había afianzado su situación en la empresa de tal manera que fue nombrado presidente y director ejecutivo de Hudson tras la muerte del presidente fundador y director ejecutivo de la corporación, Roy D. Chapin en 1936.
Usando las líneas de crédito obtenidas por Chapin antes de su muerte, Barit contribuyó a que Hudson volviera a ser rentable a finales de la década de 1930. Las ventas de Hudson se recuperaron durante la recesión económica de 1938, y la empresa también sobrevivió a un año financiero negativo en 1941, recuperando sus pérdidas a través de contratos de producción vinculados con las necesidades bélicas durante la Segunda Guerra Mundial. En 1945, Barit luchó con éxito contra la oferta de adquisición de Hudson Motors por debajo de su valor de mercado lanzada por parte de la familia Fisher, fundadores de la empresa fabricante de carrocerías Fisher Body (integrada en una división de General Motors).
El conservador Barit dio luz verde al diseño de la carrocería rebajada de Hudson, un diseño revolucionario con el centro de gravedad más bajo de lo habitual, que catapultó a la empresa a la vanguardia de la ingeniería de carrocerías automotrices en el mercado de la posguerra. Cuando se combinaba con el motor de seis cilindros en línea con alimentación Twin-H de la empresa, el resultado era prácticamente imbatible, y los equipos de carreras patrocinados por Hudson, encabezados por el piloto Marshall Teague, dominaron el circuito NASCAR desde 1951 hasta 1954.
A principios de la década de 1950, en lugar de remodelar el envejecido diseño de las carrocerías rebajadas o invertir en la tecnología necesaria para fabricar un moderno motor V8 propio, Barit guio a la empresa hacia el desarrollo de un automóvil compacto que Hudson pudiera comercializar. Se "inmiscuyó" en el desarrollo y diseño de los productos de la empresa, sin capitalizar la experiencia de los profesionales de la compañía en esas áreas. En lugar de confiar en la ingeniería y el estilo para duplicar el éxito anterior del diseño de la carrocería rebajada, Barit impuso sus propios criterios para los altos respaldos de los asientos y permitió que personas ajenas a la empresa influyeran en el diseño, como el Distribuidor de Hudson en Chicago Jim Moran, cuyo concesionario se convirtió en el punto de venta número uno de Hudson (capaz de dar salida a aproximadamente el 5% de la producción total de la compañía). A Moran le gustaba el Ford de 1952 con la ventana trasera envolvente y su línea del techo, e influyó en Barit para que introdujera un diseño similar para el Hudson Jet. El resultado final fue que el estilo del Jet imitaba demasiado el aspecto del Ford 1952-1954, un coche más grande en muchos aspectos que había surgido como la antítesis de las carrocerías rebajadas de altura reducida.
El nuevo automóvil compacto, llamado Hudson Jet, no atrajo a los compradores, y el costo de su fallido desarrollo, combinado con la falta de recursos de Hudson para actualizar su línea principal de automóviles, significó el final de la empresa. Hudson Motors fue posteriormente adquirida a través de una fusión amistosa por Nash Motors en 1954, dando lugar a la creación de la American Motors Corporation (AMC).
Barit formó parte de la junta de AMC hasta 1956, cuando renunció en protesta por la posibilidad de que Hudson dejara de producir su propia línea de automóviles, sintiendo que su confianza en AMC había sido traicionada. George Romney, presidente de AMC, pensaba que las marcas Hudson y Nash ya no eran protagonistas relevantes en el mercado automotriz y retiró ambos nombres al final de la producción del año modelo de 1957, para dar paso a la nueva marca Rambler.
Según su hijo, Robert Barit, el último automóvil que tuvo A. E. Barit fue un Hudson, y después de que se retiró, se negó a tener otra marca de automóvil.
Barit falleció en su domicilio de Grosse Pointe Park (Míchigan), el 14 de julio de 1974.